# ሐ
Cette page contient des caractères éthiopiques. En cas de problème, consultez Aide:Unicode ou testez votre navigateur.
ሐ (« hhä » ou « ḥä ») est un caractère utilisé dans l'alphasyllabaire éthiopien comme symbole de base pour représenter les syllabes débutant par le son /h/.

## Usage
L'écriture éthiopienne est un alphasyllabaire ou chaque symbole correspond à une combinaison consonne + voyelle, organisé sur un symbole de base correspondant à la consonne et modifié par la voyelle. ሐ correspond à la consonne « h » (ainsi qu'à la syllabe de base « hhä »). Les différentes modifications du caractères sont les suivantes :
- ሐ : « hhä », [hɛ]
- ሑ : « hhu », [hu]
- ሒ : « hhi », [hi]
- ሓ : « hha », [ha]
- ሔ : « hhe », [hə]
- ሕ : « hhə », [hɨ]
- ሖ : « hho », [ho]
- ሗ : « hhwa », [hwa]

ሐ est le 3e symbole de base dans l'ordre traditionnel de l'alphasyllabaire.

## Historique

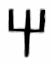
Caractère « ḥ » de l'alphabet arabe méridional.

Le caractère ሐ est dérivé du caractère correspondant de l'alphabet arabe méridional.

## Représentation informatique
- Dans la norme Unicode, les caractères sont représentés dans la table relative à l'éthiopien[1] :
  - ሐ : U+1210, « syllabe éthiopienne hhä »
  - ሑ : U+1211, « syllabe éthiopienne hhou »
  - ሒ : U+1212, « syllabe éthiopienne hhi »
  - ሓ : U+1213, « syllabe éthiopienne hha »
  - ሔ : U+1214, « syllabe éthiopienne hhé »
  - ሕ : U+1215, « syllabe éthiopienne hhe »
  - ሖ : U+1216, « syllabe éthiopienne hho »
  - ሗ : U+1217, « syllabe éthiopienne hhwa »